# Austrophorocera decedens
Austrophorocera decedens là một loài ruồi trong họ Tachinidae.